# Чемпіонат світу з хокею із шайбою 2010 (дивізіон I)
Чемпіонат світу з хокею із шайбою 2010 (дивізіон I) — спортивне змагання з хокею із шайбою під егідою Міжнародної федерації хокею із шайбою (ІІХФ), яке відбувалось з 17 по 25 квітня 2010 року. Команди-учасниці в цьому турнірі розділені на дві окремі групи. Матчі в групі А проходили з 19 по 25 квітня в Тілбурзі, Нідерланди, а групи B — з 17 по 23 квітня в Любляні, Словенія.
Переможці груп, збірні Австрії і Словенії, отримали право в 2011 році грати в елітному дивізіоні чемпіонату світу 2011.
Збірна Сербії дебютувала у дивізіоні I, вигравши чемпіонат світу 2009 (дивізіон II).

## Група А
Матчі відбувались в Нідерландах 19, 20, 22, 24 і 25 квітня на арені IJssportcentrum в Тілбурзі. Переможцем турніру стала збірна Австрії, виборовши право грати в елітному дивізіоні чемпіонату світу 2011 у Братиславі та Кошицях, Словаччина.

### Таблиця
| Команда    | І | П | ВО | ПО | П | ГЗ | ГП | Різ | О  |
| ---------- | - | - | -- | -- | - | -- | -- | --- | -- |
| Австрія    | 5 | 5 | 0  | 0  | 0 | 28 | 5  | +23 | 15 |
| Україна    | 5 | 4 | 0  | 0  | 1 | 39 | 12 | +27 | 12 |
| Японія     | 5 | 3 | 0  | 0  | 2 | 17 | 7  | +10 | 9  |
| Нідерланди | 5 | 1 | 1  | 0  | 3 | 11 | 19 | -8  | 5  |
| Литва      | 5 | 1 | 0  | 0  | 4 | 19 | 33 | -14 | 3  |
| Сербія     | 5 | 0 | 0  | 1  | 4 | 8  | 46 | -38 | 1  |

Легенда
|  |                                       |
|  | Підвищення до елітного дивізіону 2011 |
|  | Пониження до другого дивізіону 2011   |

### Результати
Час початку матчів місцевий 
| 19 квітня 2010 13:30 | Литва | 5 : 12 (0:2, 4:4, 1:6) | Україна | IJssportcentrum, Тілбург Глядачів: 500 |

| Протокол | Протокол                                                               | Протокол | Протокол                                                                     | Протокол                 |
| --- | ---------------------------------------------------------------------- | --- | ---------------------------------------------------------------------------- | ------------------------ |
| | Артурас Кузмічюс 31 сейв/ 43 кидки                                     | Голкіпери | Вадим Селіверстов 16 сейвів/ 20 кидків Костянтин Симчук 14 сейвів/ 15 кидків | Арбітр: Жиммі Баргамеллі |
| Тадас Кумеляускас 1 — 22:25 Тадас Кумеляускас 2 (біл.) — 25:34 Мартінас Шлікас 1 — 32:04 Тадас Кумеляускас 3 — 35:10 Довідас Кулевічюс 1 — 53:20 | 0:1 0:2 0:3 0:4 1:4 1:5 2:5 3:5 4:5 4:6 4:7 4:8 5:8 5:9 5:10 5:11 5:12 | 03:35 — Олександр Матерухін 1 14:17 — Андрій Міхнов 1 21:07 — Сергій Варламов 1 (біл.) 22:00 — Олег Тимченко 1 23:59 — Роман Сальников 1 36:35 — Костянтин Касянчук 1 43:10 — Артем Бондарєв 1 44:27 — Олег Шафаренко 1 54:44 — Вадим Шахрайчук 1 57:10 — Костянтин Касянчук 2 58:48 — Дмитро Цируль 1 59:46 — Олександр Матерухін 1 |                                                                              | Арбітр: Жиммі Баргамеллі |
| 12 хв. | Вилучення                                                              | 10 хв. |                                                                              | Арбітр: Жиммі Баргамеллі |
| 35 | Кидки                                                                  | 43 |                                                                              | Арбітр: Жиммі Баргамеллі |

| 19 квітня 2010 17:00 | Сербія | 0 : 13 (0:7, 0:3, 0:3) | Австрія | IJssportcentrum, Тілбург |

| Протокол | Протокол                                                | Протокол | Протокол                            | Протокол             |
| -------- | ------------------------------------------------------- | --- | ----------------------------------- | -------------------- |
|          | Мілан Лукович 38 сейвів/ 51 кидок                       | Голкіпери | Райнгард Дівіс 17 сейвів/ 17 кидків | Арбітр: Свен Бергман |
|          | 0:1 0:2 0:3 0:4 0:5 0:6 0:7 0:8 0:9 0:10 0:11 0:12 0:13 | 03:57 — Грегор Гагер 1 (біл.) 06:28 — Герхард Унтерлуггауер 1 09:14 — Олівер Зетцінгер 1 13:06 — Маттіас Траттніг 1 (біл.) 17:00 — Томас Кох 1 17:06 — Томас Пек 1 19:33 — Патрік Гаранд 1 25:18 — Давід Шуллер 1 (мен.) 35:03 — Дарсі Веренка 1 39:13 — Даніель Вельзер 1 44:02 — Даніель Вельзер 2 53:42 — Даніель Вельзер 3 59:46 — Даніель Вельзер 4 |                                     | Арбітр: Свен Бергман |
| 12 хв.   | Вилучення                                               | 20 хв. |                                     | Арбітр: Свен Бергман |
| 17       | Кидки                                                   | 51 |                                     | Арбітр: Свен Бергман |

| 19 квітня 2010 20:30 | Нідерланди | 1 : 3 (0:1, 0:2, 1:0) | Японія | IJssportcentrum, Тілбург Глядачів: 2500 |

| Протокол                 | Протокол                          | Протокол                                                                      | Протокол                             | Протокол                |
| ------------------------ | --------------------------------- | ----------------------------------------------------------------------------- | ------------------------------------ | ----------------------- |
|                          | Філ Груневелд 44 сейви/ 47 кидків | Голкіпери                                                                     | Ютака Фукуфудзі 29 сейвів/ 30 кидків | Арбітр: Ларс Брюггеманн |
| Майк Далгейсен 1 — 59:59 | 0:1 0:2 0:3 1:3                   | 03:39 — Ґо Танака 1 25:14 — Такахіто Судзукі 1 (біл.) 39:29 — Масато Домекі 1 |                                      | Арбітр: Ларс Брюггеманн |
| 16 хв.                   | Вилучення                         | 8 хв.                                                                         |                                      | Арбітр: Ларс Брюггеманн |
| 30                       | Кидки                             | 47                                                                            |                                      | Арбітр: Ларс Брюггеманн |

| 20 квітня 2010 13:30 | Австрія | 6 : 2 (1:1, 3:0, 2:1) | Литва | IJssportcentrum, Тілбург Глядачів: 500 |

| Протокол | Протокол                         | Протокол                                                      | Протокол                                                                  | Протокол             |
| --- | -------------------------------- | ------------------------------------------------------------- | ------------------------------------------------------------------------- | -------------------- |
| | Райнгард Дівіс 21 сейв/ 23 кидки | Голкіпери                                                     | Нерюс Дауксевічюс 44 сейви/ 50 кидків Артурас Кузмічюс 5 сейвів/ 5 кидків | Арбітр: Якоб Грумсен |
| Маттіас Траттніг 2 (біл.2) — 18:10 Мануель Латуза 1 — 28:16 Томас Кох 2 (біл.) — 34:45 Томас Пек 2 — 35:49 Маркус Пайнтнер 1 — 43:01 Патрік Гаранд 1 — 47:04 | 0:1 1:1 2:1 3:1 4:1 5:1 6:1 6:2  | 14:29 — Артурас Катуліс 1 (біл.) 49:40 — Далюс Вайцюкевічюс 1 |                                                                           | Арбітр: Якоб Грумсен |
| 28 хв. | Вилучення                        | 32 хв.                                                        |                                                                           | Арбітр: Якоб Грумсен |
| 55 | Кидки                            | 23                                                            |                                                                           | Арбітр: Якоб Грумсен |

| 20 квітня 2010 17:00 | Японія | 5 : 0 (1:0, 3:0, 1:0) | Сербія | IJssportcentrum, Тілбург Глядачів: 350 |

| Протокол | Протокол                             | Протокол  | Протокол                                                             | Протокол                |
| --- | ------------------------------------ | --------- | -------------------------------------------------------------------- | ----------------------- |
| | Масахіто Харуна 18 сейвів/ 18 кидків | Голкіпери | Мілан Лукович 32 сейви/ 37 кидків Звездан Відакович 4 сейви/ 4 кидки | Арбітр: Ларс Брюггеманн |
| Хірокі Уено 1 (біл.) — 00:53 Йосінорі Імура 1 (мен.) — 29:37 Масахіто Нісівакі 1 — 35:40 Тецуя Сайто 1 (мен.) — 39:08 Сьо Сато 1 — 46:02 | 1:0 2:0 3:0 4:0 5:0                  |           |                                                                      | Арбітр: Ларс Брюггеманн |
| 18 хв. | Вилучення                            | 14 хв.    |                                                                      | Арбітр: Ларс Брюггеманн |
| 41 | Кидки                                | 18        |                                                                      | Арбітр: Ларс Брюггеманн |

| 20 квітня 2010 20:30 | Україна | 9 : 2 (3:0, 4:1, 2:1) | Нідерланди | IJssportcentrum, Тілбург Глядачів: 2250 |

| Протокол | Протокол                                    | Протокол                                                | Протокол                                                            | Протокол                 |
| --- | ------------------------------------------- | ------------------------------------------------------- | ------------------------------------------------------------------- | ------------------------ |
| | Костянтин Симчук 21 сейв/ 23 кидки          | Голкіпери                                               | Іан Меєрдрес 16 сейвів/ 19 кидків Філ Груневелд 23 сейви/ 29 кидків | Арбітр: Жиммі Баргамеллі |
| Олександр Матвійчук 1 — 03:00 Костянтин Касянчук 3 — 14:40 Артем Бондарєв 2 — 16:54 Костянтин Касянчук 4 — 22:08 Андрій Міхнов 2 — 24:29 Вадим Шахрайчук 2 — 28:37 Денис Ісаєнко 1 (мен.) — 35:57 Артем Бондарєв 3 — 49:56 Дмитро Німенко 1 — 54:19 | 1:0 2:0 3:0 4:0 5:0 6:0 6:1 7:1 8:1 8:2 9:2 | 35:11 — Петер ван Бізен 1 (біл.2) 52:46 — Нік де Йонг 1 |                                                                     | Арбітр: Жиммі Баргамеллі |
| 24 хв. | Вилучення                                   | 26 хв.                                                  |                                                                     | Арбітр: Жиммі Баргамеллі |
| 48 | Кидки                                       | 23                                                      |                                                                     | Арбітр: Жиммі Баргамеллі |

| 22 квітня 2010 13:30 | Україна | 15 : 2 (1:1, 6:0, 8:1) | Сербія | IJssportcentrum, Тілбург Глядачів: 350 |

| Протокол | Протокол                                                                   | Протокол                                           | Протокол                                                                 | Протокол                |
| --- | -------------------------------------------------------------------------- | -------------------------------------------------- | ------------------------------------------------------------------------ | ----------------------- |
| | Вадим Селіверстов 18 сейвів/ 20 кидків                                     | Голкіпери                                          | Звездан Відакович 16 сейвів/ 23 кидки Мілан Лукович 19 сейвів/ 27 кидків | Арбітр: Ларс Брюггеманн |
| Андрій Срюбко 1 — 13:03 Олександр Матерухін 3 — 21:44 Дмитро Толкунов 1 (біл.) — 23:39 Олександр Матерухін 4 — 23:58 Вадим Шахрайчук 3 — 26:31 Вадим Шахрайчук 4 (біл.) — 29:45 Олег Тимченко 2 — 33:34 Олександр Матвійчук 2 — 42:18 Олександр Матерухін 5 (біл.) — 44:04 Костянтин Касянчук 5 — 46:01 Костянтин Касянчук 6 — 46:45 Юрій Наваренко 1 (біл.) — 49:33 Сергій Варламов 2 — 55:52 Андрій Міхнов 3 — 56:53 Олександр Матвійчук 3 — 58:17 | 0:1 1:1 2:1 3:1 4:1 5:1 6:1 7:1 8:1 9:1 10:1 11:1 12:1 12:2 13:2 14:2 15:2 | 07:07 — Марко Сретович 1 12:02 — Неманья Янкович 1 |                                                                          | Арбітр: Ларс Брюггеманн |
| 8 хв. | Вилучення                                                                  | 18 хв.                                             |                                                                          | Арбітр: Ларс Брюггеманн |
| 50 | Кидки                                                                      | 20                                                 |                                                                          | Арбітр: Ларс Брюггеманн |

| 22 квітня 2010 17:00 | Японія | 1 : 3 (0:2, 1:0, 0:1) | Австрія | IJssportcentrum, Тілбург Глядачів: 680 |

| Протокол                     | Протокол                            | Протокол                                                                             | Протокол                            | Протокол             |
| ---------------------------- | ----------------------------------- | ------------------------------------------------------------------------------------ | ----------------------------------- | -------------------- |
|                              | Ютака Фукуфудзі 29 сейвів/ 32 кидки | Голкіпери                                                                            | Райнгард Дівіс 16 сейвів/ 17 кидків | Арбітр: Свен Бергман |
| Тецуя Сайто 2 (біл.) — 30:35 | 0:1 0:2 1:2 1:3                     | 05:00 — Томас Кох 3 (біл.) 08:28 — Томас Кох 4 (біл.) 55:47 — Роланд Каспіц 1 (мен.) |                                     | Арбітр: Свен Бергман |
| 18 хв.                       | Вилучення                           | 16 хв.                                                                               |                                     | Арбітр: Свен Бергман |
| 17                           | Кидки                               | 32                                                                                   |                                     | Арбітр: Свен Бергман |

| 22 квітня 2010 20:30 | Литва | 1 : 4 (1:1, 0:2, 0:1) | Нідерланди | IJssportcentrum, Тілбург Глядачів: 2500 |

| Протокол                           | Протокол                            | Протокол | Протокол                           | Протокол             |
| ---------------------------------- | ----------------------------------- | --- | ---------------------------------- | -------------------- |
|                                    | Нерюс Дауксевічюс 41 сейв/ 44 кидки | Голкіпери | Філ Груневелд 29 сейвів/ 30 кидків | Арбітр: Якоб Грумсен |
| Дарюс Пліскаускас 1 (біл.) — 13:40 | 1:0 1:1 1:2 1:3 1:4                 | 18:41 — Петер ван Бізен 2 (біл.2) 27:34 — Ларс ван Слаун 1 31:18 — Боб Теніссен 1 (біл.) 58:20 — Дідерік Гагемеєр 1 |                                    | Арбітр: Якоб Грумсен |
| 36 хв.                             | Вилучення                           | 63 хв. |                                    | Арбітр: Якоб Грумсен |
| 30                                 | Кидки                               | 44 |                                    | Арбітр: Якоб Грумсен |

| 24 квітня 2010 13:30 | Україна | 2 : 1 (0:0, 1:0, 1:1) | Японія | IJssportcentrum, Тілбург Глядачів: 650 |

| Протокол                                                        | Протокол                              | Протокол                   | Протокол                            | Протокол             |
| --------------------------------------------------------------- | ------------------------------------- | -------------------------- | ----------------------------------- | -------------------- |
|                                                                 | Костянтин Симчук 16 сейвів/ 17 кидків | Голкіпери                  | Ютака Фукуфудзі 34 сейви/ 36 кидків | Арбітр: Свен Бергман |
| Дмитро Толкунов 2 (біл.2) — 32:24 Олександр Матерухін 6 — 58:35 | 1:0 1:1 2:1                           | 57:31 — Такахіто Судзукі 2 |                                     | Арбітр: Свен Бергман |
| 16 хв.                                                          | Вилучення                             | 12 хв.                     |                                     | Арбітр: Свен Бергман |
| 36                                                              | Кидки                                 | 17                         |                                     | Арбітр: Свен Бергман |

| 24 квітня 2010 17:00 | Сербія | 4 : 10 (0:3, 1:3, 3:4) | Литва | IJssportcentrum, Тілбург Глядачів: 900 |

| Протокол                                                                                                 | Протокол                                                                 | Протокол | Протокол                                                                   | Протокол                 |
| --- | ------------------------------------------------------------------------ | --- | -------------------------------------------------------------------------- | ------------------------ |
| | Мілан Лукович 33 сейви/ 39 кидків Звездан Відакович 10 сейвів/ 14 кидків | Голкіпери | Нерюс Дауксевічюс 17 сейвів/ 20 кидків Артурас Кузмічюс 6 сейвів/ 7 кидків | Арбітр: Жиммі Баргамеллі |
| Деніел Джейкоб 1 — 39:25 Александар Кошич 1 — 43:19 Неманья Вучеревич 1 — 44:13 Марко Сретович 2 — 45:15 | 0:1 0:2 0:3 0:4 0:5 0:6 1:6 2:6 3:6 4:6 4:7 4:8 4:9 4:10                 | 05:36 — Роланд Алюконіс 1 (біл.) 17:05 — Артурас Катуліс 2 19:25 — Тадас Кумеляускас 4 27:09 — Дарюс Пліскаускас 2 28:26 — Тадас Кумеляускас 5 38:23 — Повілас Вереніс 1 (біл.) 47:04 — Артурас Катуліс 3 56:16 — Егідіюс Бауба 1 59:08 — Нерюс Алішаускас 1 (мен.) 59:57 — Далюс Вайцюкевічюс 2 |                                                                            | Арбітр: Жиммі Баргамеллі |
| 28 хв.                                                                                                   | Вилучення                                                                | 22 хв. |                                                                            | Арбітр: Жиммі Баргамеллі |
| 27 | Кидки                                                                    | 53 |                                                                            | Арбітр: Жиммі Баргамеллі |

| 24 квітня 2010 20:30 | Австрія | 4 : 1 (2:1, 2:0, 0:0) | Нідерланди | IJssportcentrum, Тілбург Глядачів: 2500 |

| Протокол                                                                                             | Протокол                            | Протокол                  | Протокол                         | Протокол                |
| --- | ----------------------------------- | ------------------------- | -------------------------------- | ----------------------- |
| | Райнгард Дівіс 17 сейвів/ 18 кидків | Голкіпери                 | Іан Меєрдрес 39 сейвів/ 43 кидки | Арбітр: Ларс Брюггеманн |
| Дарсі Веренка 2 — 00:33 Мануель Латуза 2 — 14:36 Томас Кох 5 (шк) — 26:35 Йоганнес Райхель 1 — 27:23 | 1:0 1:1 2:1 3:1 4:1                 | 06:40 — Марсел Брейнсма 1 |                                  | Арбітр: Ларс Брюггеманн |
| 24 хв.                                                                                               | Вилучення                           | 8 хв.                     |                                  | Арбітр: Ларс Брюггеманн |
| 43                                                                                                   | Кидки                               | 18                        |                                  | Арбітр: Ларс Брюггеманн |

| 25 квітня 2010 13:30 | Японія | 7 : 1 (2:0, 2:1, 3:0) | Литва | IJssportcentrum, Тілбург Глядачів: 1000 |

| Протокол | Протокол                           | Протокол                  | Протокол                                                                     | Протокол             |
| --- | ---------------------------------- | ------------------------- | ---------------------------------------------------------------------------- | -------------------- |
| | Масахіто Харуна 22 сейви/ 23 кидки | Голкіпери                 | Нерюс Дауксевічюс 10 сейвів/ 13 кидків Артурас Кузмічюс 10 сейвів/ 14 кидків | Арбітр: Свен Бергман |
| Ґо Танака 2 (біл.2) — 14:45 Дзюн Тоносакі 1 (біл.) — 15:22 Макото Кавасіма 1 (біл.) — 24:04 Такахіто Судзукі 3 — 35:21 Бін Ісіока 1 — 42:18 Такума Каваї 1 — 45:11 Хірокі Уено 2 — 59:20 | 1:0 2:0 2:1 3:1 4:1 5:1 6:1 7:1    | 22:08 — Міндаугас Кєрас 1 |                                                                              | Арбітр: Свен Бергман |
| 16 хв. | Вилучення                          | 16 хв.                    |                                                                              | Арбітр: Свен Бергман |
| 27 | Кидки                              | 23                        |                                                                              | Арбітр: Свен Бергман |

| 25 квітня 2010 17:00 | Нідерланди | 3 : 2 ОТ (2:0, 0:1, 0:0, 1:0) | Сербія | IJssportcentrum, Тілбург Глядачів: 2120 |

| Протокол                                                              | Протокол                           | Протокол                                                 | Протокол                           | Протокол                 |
| --------------------------------------------------------------------- | ---------------------------------- | -------------------------------------------------------- | ---------------------------------- | ------------------------ |
|                                                                       | Філ Груневелд 26 сейвів/ 28 кидків | Голкіпери                                                | Мілан Лукович 47 сейвів/ 50 кидків | Арбітр: Жиммі Баргамеллі |
| Марсел Карс 1 — 04:38 Кейсі ван Саген 1 — 07:15 Марсел Карс 2 — 62:57 | 1:0 2:0 2:1 2:2 3:2                | 15:45 — Филип Миркович 1 35:14 — Филип Миркович 2 (біл.) |                                    | Арбітр: Жиммі Баргамеллі |
| 20 хв.                                                                | Вилучення                          | 48 хв.                                                   |                                    | Арбітр: Жиммі Баргамеллі |
| 50                                                                    | Кидки                              | 28                                                       |                                    | Арбітр: Жиммі Баргамеллі |

| 25 квітня 2010 20:30 | Австрія | 2 : 1 (1:0, 0:0, 1:1) | Україна | IJssportcentrum, Тілбург Глядачів: 1750 |

| Протокол                                                 | Протокол                            | Протокол                       | Протокол                             | Протокол                |
| -------------------------------------------------------- | ----------------------------------- | ------------------------------ | ------------------------------------ | ----------------------- |
|                                                          | Райнгард Дівіс 27 сейвів/ 28 кидків | Голкіпери                      | Костянтин Симчук 20 сейвів/ 22 кидки | Арбітр: Ларс Брюггеманн |
| Томас Раффль 1 (біл.) — 01:56 Маттіас Траттніг 3 — 51:55 | 1:0 1:1 2:1                         | 50:06 — Андрій Срюбко 2 (біл.) |                                      | Арбітр: Ларс Брюггеманн |
| 35 хв.                                                   | Вилучення                           | 76 хв.                         |                                      | Арбітр: Ларс Брюггеманн |
| 22                                                       | Кидки                               | 28                             |                                      | Арбітр: Ларс Брюггеманн |

### Статистика

#### Бомбардири
Список 10 найкращих гравців, сортованих за очками. Список розширений, оскільки деякі гравці набрали рівну кількість очок. До списку включені усі гравці із однаковою кількістю очок.
| Гравець             | І | Г | П | Очк. | +/– | Ш  |
| ------------------- | - | - | - | ---- | --- | -- |
| Костянтин Касянчук  | 5 | 6 | 7 | 13   | +9  | 6  |
| Андрій Міхнов       | 5 | 3 | 9 | 12   | +7  | 2  |
| Олівер Зетцінгер    | 5 | 1 | 9 | 10   | +8  | 0  |
| Олександр Матерухін | 5 | 6 | 3 | 9    | +8  | 12 |
| Томас Кох           | 5 | 5 | 4 | 9    | +8  | 0  |
| Тадас Кумеляускас   | 5 | 5 | 4 | 9    | 0   | 33 |
| Маттіас Траттніг    | 5 | 3 | 6 | 9    | +10 | 4  |
| Олег Тимченко       | 5 | 2 | 7 | 9    | +7  | 14 |
| Вадим Шахрайчук     | 5 | 4 | 4 | 8    | +9  | 6  |
| Даніель Вельзер     | 5 | 4 | 4 | 8    | +9  | 2  |
| Такахіто Судзукі    | 5 | 3 | 5 | 8    | +3  | 4  |

І = проведено ігор; Г = голи; П = передачі; Очк. = очки; +/− = плюс/мінус; Ш = штрафні хвилини;

#### Найкращі воротарі
Список п'яти найращих воротарів, сортованих за відсотком відбитих кидків. У список включені лише ті гравці, які провели щонайменш 40 % хвилин.
| Гравець          | ЧНЛ    | К   | ГП | СП   | %ВК   | ША |
| ---------------- | ------ | --- | -- | ---- | ----- | -- |
| Масахіто Харуна  | 120:00 | 41  | 1  | 0.50 | 97.56 | 1  |
| Райнгард Дівіс   | 300:00 | 103 | 5  | 1.00 | 95.15 | 1  |
| Ютака Фукуфудзі  | 176:47 | 98  | 6  | 2.04 | 93.88 | 0  |
| Костянтин Симчук | 199:50 | 77  | 6  | 1.80 | 92.21 | 0  |
| Філ Груневелд    | 211:34 | 134 | 12 | 3.40 | 91.04 | 0  |

ЧНЛ = часу на льоду (хвилини: секунди); КП = кидки; ГП = голів пропушено; СП = Середня кількість пропущених шайб; %ВК = відбитих кидків (у %); ША = шатаути

### Нагороди

#### Нагороди директорії
Найкращі гравці, обрані дирекцією ІІХФ.
| Найкращий воротар  | Ютака Фукуфудзі (Японія)     |
| Найкращий захисник | Маттіас Траттніг (Австрія)   |
| Найкращий нападник | Костянтин Касянчук (Україна) |

## Група B
Матчі групи B відбувались у Словенії 17, 18, 20, 21 і 23 квітня на арені Гала-Тіволі в Любляні. Переможцем турніру стала збірна Словенії, виборовши право грати в елітному дивізіоні чемпіонату світу 2011 у Братиславі та Кошицях, Словаччина.

### Таблиця
Джерело: IIHF.com
| Команда         | І | П | ВО | ПО | П | ГЗ | ГП | Різ | О  |
| --------------- | - | - | -- | -- | - | -- | -- | --- | -- |
| Словенія        | 5 | 4 | 1  | 0  | 0 | 29 | 10 | +19 | 14 |
| Угорщина        | 5 | 4 | 0  | 0  | 1 | 21 | 6  | +15 | 12 |
| Польща          | 5 | 4 | 0  | 0  | 2 | 15 | 12 | +3  | 9  |
| Велика Британія | 5 | 2 | 0  | 1  | 2 | 10 | 10 | 0   | 7  |
| Південна Корея  | 5 | 1 | 0  | 0  | 4 | 13 | 21 | -8  | 3  |
| Хорватія        | 5 | 0 | 0  | 0  | 5 | 4  | 33 | -29 | 0  |

Легенда
|  |                                       |
|  | Підвищення до елітного дивізіону 2011 |
|  | Пониження до другого дивізіону 2011   |

### Результати
У першому матчі групи збірна Угорщини перемогла збірну Південної Кореї 4:2. Рахунок у матчі відкрив Кім Кісон, закинувши на 36 секунді другого періоду, однак взяття воріт зафіксували лише після відеоперегляду. Менш ніж за дві хвилини угорці зрівняли рахунок завдяки голу Роджера Голеці, який закинув шайбу після передачі Балінта Магоші. Через 5 хвилин на 28:51 нападник збірної Угорщини Янош Ваш вивів свою команду вперед після пасу з-за воріт від Даніеля Когера. Через три хвилини Імре Петерді після пасу Ваша зробив рахунок 3:1 на користь угорців. На 33:30 хвилині воротар збірної Кореї Eum Hyun-seung зазнав ушкодження і в рамці його замінив Парк Сондже. На початку третього періоду Чаба Ковач зробив рахунок 4:1, закинувши у меншості, а на останній хвилині матчу Кім Кісон встановив остаточний рахунок 4:2.
Гра між збірними Великої Британії і Хорватії мала б початися о 13:00, але була перенесена на 17:00, оскільки усі авіарейси у Великій Британії були скасовані через хмару попелу з вулкана в Ісландії. Втім незважаючи на 26-годинну автобусну подорож збірна Великої Британії здобула перемогу 4:1. Джонатан Філліпс після передачі Роберта Дауда відкрив рахунок на 4:48 хвилині матчу. На 12:45 хвилині у подвійній більшості хорвати зрівняли рахунок завдяки влучному кидку Домініка Канаета. У другому періоді Велика Британія мала перевагу 19-3 з кидків у площину воріт. На 30:56 хвилині Бен О'Коннор вивів збірну Великої Британії уперед: вийшовши з лави штрафників, він отримав пас на синій лінії від Коліна Шилдса і переграв Ваню Белича.
Господарі турніру, збірна Словенії, здобула першу перемогу, обігравши збірну Польщі 3:2. На третій хвилині словенський захисник Сабагудін Ковачевич після пасу Міті Шивича відкрив рахунок у матчі. На 13:44 хвилині збірна Польщі відквитала одну шайбу завдяки голу Маріана Чоріха, який закинув з синьої лінії. Менше ніж за хвилину капітан словенців Томаж Разінгар вивів свою команду вперед. За 11 секунд до завершення першого періоду збірна Словенії реалізувала гру в більшості: Ян Урбас після пасу Грегорі Кужніка зробив рахунок 3:1. На початку другого періоду польський захисник Ярослав Клис влучним кидком з відстані встановив остаточний рахунок матчу 3:2.
Час початку матчів місцевий 
| 17 квітня 2010 13:00 | Південна Корея | 2 : 4 (0:0, 1:3, 1:1) | Угорщина | Гала-Тіволі, Любляна Глядачів: 510 |

| Протокол                                    | Протокол                                                            | Протокол                                                                               | Протокол                          | Протокол                    |
| ------------------------------------------- | ------------------------------------------------------------------- | -------------------------------------------------------------------------------------- | --------------------------------- | --------------------------- |
|                                             | Eum Hyun Seung 14 сейвів/ 17 кидків Пак Сун Дже 9 сейвів/ 10 кидків | Голкіпери                                                                              | Зольтан Хетеньї 21 сейв/ 23 кидки | Арбітр: Володимир Наливайко |
| Kim Ki Sung 1 — 20:36 Kim Ki Sung 2 — 49:32 | 1:0 1:1 1:2 1:3 1:4 2:4                                             | 23:09 — Роджер Голеці 1 28:51 — Янош Ваш 1 31:28 — Імре Петерді 1 41:36 — Чаба Ковач 1 |                                   | Арбітр: Володимир Наливайко |
| 6 хв.                                       | Вилучення                                                           | 12 хв.                                                                                 |                                   | Арбітр: Володимир Наливайко |
| 23                                          | Кидки                                                               | 27                                                                                     |                                   | Арбітр: Володимир Наливайко |

| 17 квітня 2010 16:30 | Хорватія | 1 : 4 (1:1, 0:2, 0:1) | Велика Британія | Гала-Тіволі, Любляна Глядачів: 530 |

| Протокол                         | Протокол                       | Протокол                                                                                              | Протокол                         | Протокол            |
| -------------------------------- | ------------------------------ | --- | -------------------------------- | ------------------- |
|                                  | Ваня Белич 39 сейвів/ 43 кидки | Голкіпери                                                                                             | Стівен Мерфі 20 сейвів/ 21 кидок | Арбітр: Вікі Трілар |
| Домінік Канает 1 (біл.2) — 12:45 | 0:1 1:1 1:2 1:3 1:4            | 04:48 — Джонатан Філліпс 1 30:56 — Бен О'Коннор 1 37:07 — Грег Чемберс 1 56:29 — Роберт Дауд 1 (біл.) |                                  | Арбітр: Вікі Трілар |
| 16 хв.                           | Вилучення                      | 12 хв.                                                                                                |                                  | Арбітр: Вікі Трілар |
| 21                               | Кидки                          | 43 |                                  | Арбітр: Вікі Трілар |

| 17 квітня 2010 20:00 | Польща | 2 : 3 (1:3, 1:0, 0:0) | Словенія | Гала-Тіволі, Любляна Глядачів: 3000 |

| Протокол                                                    | Протокол                              | Протокол                                                                         | Протокол                           | Протокол               |
| ----------------------------------------------------------- | ------------------------------------- | -------------------------------------------------------------------------------- | ---------------------------------- | ---------------------- |
|                                                             | Кшиштоф Зборовський 31 сейв/ 34 кидки | Голкіпери                                                                        | Андрей Гочевар 32 сейвів/ 34 кидки | Арбітр: Мирослав Єбави |
| Маріан Чоріх 1 (біл.) — 13:44 Ярослав Клис 1 (біл.) — 24:03 | 0:1 1:1 1:2 1:3 2:3                   | 02:56 — Сабагудін Ковачевич 1 14:17 — Томаж Разінгар 1 19:49 — Ян Урбас 1 (біл.) |                                    | Арбітр: Мирослав Єбави |
| 10 хв.                                                      | Вилучення                             | 12 хв.                                                                           |                                    | Арбітр: Мирослав Єбави |
| 34                                                          | Кидки                                 | 34                                                                               |                                    | Арбітр: Мирослав Єбави |

Збірна Великої Британії обіграла збірну Південної Кореї 2:1. Британці відкрили рахунок у більшості на 26:46 хвилині матчу, коли Філ Гілл закинув на добиванні після кидку Джонатана Вівера. На 37:21 хвилині нападник корейців Dong Hwan Song зрівняв рахунок. На 49:41 хвилині британці знову вийшли уперед завдяки шайбі Джейсона Г'юїтта. У збірної Південної Кореї були шанси зрівняти рахунок, але після вилучення Han Sung Kim за дві хвилини до завершення матчу їм це не вдалося.
| 18 квітня 2010 13:00 | Велика Британія | 2 : 1 (0:0, 1:1, 1:0) | Південна Корея | Гала-Тіволі, Любляна Глядачів: 520 |

| Протокол                                           | Протокол                        | Протокол                 | Протокол                        | Протокол               |
| -------------------------------------------------- | ------------------------------- | ------------------------ | ------------------------------- | ---------------------- |
|                                                    | Стіві Лайл 28 сейвів/ 29 кидків | Голкіпери                | Пак Сун Дже 23 сейви/ 25 кидків | Арбітр: Мирослав Єбави |
| Філ Гілл 1 (біл.) — 26:46 Джейсон Г'юїтт 1 — 49:41 | 1:0 1:1 2:1                     | 37:21 — Song Dong Hwan 1 |                                 | Арбітр: Мирослав Єбави |
| 14 хв.                                             | Вилучення                       | 10 хв.                   |                                 | Арбітр: Мирослав Єбави |
| 25                                                 | Кидки                           | 29                       |                                 | Арбітр: Мирослав Єбави |

| 18 квітня 2010 16:30 | Угорщина | 6 : 0 (2:0, 0:0, 4:0) | Польща | Гала-Тіволі, Любляна Глядачів: 640 |

| Протокол | Протокол                             | Протокол  | Протокол                                                                       | Протокол            |
| --- | ------------------------------------ | --------- | ------------------------------------------------------------------------------ | ------------------- |
| | Зольтан Хетеньї 29 сейвів/ 29 кидків | Голкіпери | Кшиштоф Зборовський 17 сейвів/ 20 кидків Каміль Косовський 8 сейвів/ 11 кидків | Арбітр: Вікі Трілар |
| Іштван Шофрон 1 — 08:38 Мартон Ваш 1 (біл.) — 10:17 Мартон Ваш 2 — 40:14 Тамаш Шілле 1 — 45:14 Андраш Хорват 1 — 45:43 Балаж Ладаньї 1 — 57:22 | 1:0 2:0 3:0 4:0 5:0 6:0              |           |                                                                                | Арбітр: Вікі Трілар |
| 4 хв. | Вилучення                            | 4 хв.     |                                                                                | Арбітр: Вікі Трілар |
| |                                      |           |                                                                                | Арбітр: Вікі Трілар |

| 18 квітня 2010 20:00 | Словенія | 10 : 1 (6:0, 1:1, 3:0) | Хорватія | Гала-Тіволі, Любляна Глядачів: 3500 |

| Протокол | Протокол                                                         | Протокол              | Протокол                        | Протокол                    |
| --- | ---------------------------------------------------------------- | --------------------- | ------------------------------- | --------------------------- |
| | Андрей Гочевар 12 сейвів/ 13 кидків Алеш Сіла 5 сейвів/ 5 кидків | Голкіпери             | Ваня Белич 39 сейвів/ 49 кидків | Арбітр: Володимир Наливайко |
| Сабагудін Ковачевич 2 — 01:04 Ян Муршак 1 (мен.) — 05:28 Томаж Разінгар 2 — 09:07 Жига Панце 1 — 09:21 Жига Єглич 1 — 11:20 Жига Павлін 1 (біл.) — 14:17 Марцел Родман 1 — 35:39 Ян Муршак 2 (біл.) — 50:30 Рок Тічар 1 — 50:47 Рок Тічар 2 — 59:57 | 1:0 2:0 3:0 4:0 5:0 6:0 6:1 7:1 8:1 9:1 10:1                     | 23:58 — Маріо Новак 1 |                                 | Арбітр: Володимир Наливайко |
| 12 хв. | Вилучення                                                        | 26 хв.                |                                 | Арбітр: Володимир Наливайко |
| 49 | Кидки                                                            | 18                    |                                 | Арбітр: Володимир Наливайко |

| 20 квітня 2010 13:00 | Південна Корея | 2 : 5 (1:3, 1:1, 0:1) | Польща | Гала-Тіволі, Любляна Глядачів: 362 |

| Протокол                                             | Протокол                         | Протокол | Протокол                                 | Протокол            |
| ---------------------------------------------------- | -------------------------------- | --- | ---------------------------------------- | ------------------- |
|                                                      | Пак Сун Дже 16 сейвів/ 21 кидків | Голкіпери | Кшиштоф Зборовський 35 сейвів/ 37 кидків | Арбітр: Вікі Трілар |
| Song Dong Hwan 2 — 07:33 Cho Min Ho 1 (біл.) — 33:30 | 0:1 0:2 1:2 1:3 2:3 2:4 2:5      | 03:50 — Лешек Ляшкевич 1 07:01 — Міхал Котльож 1 19:53 — Кристіан Дзюбінський 1 36:38 — Ярослав Жешутко 1 55:05 — Патрик Вайда 1 (біл.) |                                          | Арбітр: Вікі Трілар |
| 10 хв.                                               | Вилучення                        | 8 хв. |                                          | Арбітр: Вікі Трілар |
| 37                                                   | Кидки                            | 21 |                                          | Арбітр: Вікі Трілар |

| 20 квітня 2010 16:30 | Угорщина | 8 : 0 (3:0, 5:0, 0:0) | Хорватія | Гала-Тіволі, Любляна Глядачів: 623 |

| Протокол | Протокол                                                             | Протокол  | Протокол                       | Протокол                    |
| --- | -------------------------------------------------------------------- | --------- | ------------------------------ | --------------------------- |
| | Зольтан Хетеньї 8 сейвів/ 8 кидків Міклош Райна 10 сейвів/ 10 кидків | Голкіпери | Ваня Белич 36 сейвів/ 44 кидки | Арбітр: Володимир Наливайко |
| Мартон Ваш 3 — 03:27 Даніель Фекете 1 — 03:53 Імре Петерді 2 (біл.) — 15:56 Імре Петерді 3 (біл.) — 24:39 Балаж Ладаньї 2 (біл.) — 26:38 Бенце Шваснек 1 — 29:41 Імре Петерді 4 — 32:10 Балінт Магоші 1 — 32:57 | 1:0 2:0 3:0 4:0 5:0 6:0 7:0 8:0                                      |           |                                | Арбітр: Володимир Наливайко |
| 6 хв. | Вилучення                                                            | 10 хв.    |                                | Арбітр: Володимир Наливайко |
| 44 | Кидки                                                                | 18        |                                | Арбітр: Володимир Наливайко |

| 20 квітня 2010 20:00 | Словенія | 4 : 3 ОТ (1:0, 1:0, 1:3, 1:0) | Велика Британія | Гала-Тіволі, Любляна Глядачів: 3600 |

| Протокол                                                                               | Протокол                            | Протокол                                                                     | Протокол                        | Протокол               |
| -------------------------------------------------------------------------------------- | ----------------------------------- | ---------------------------------------------------------------------------- | ------------------------------- | ---------------------- |
|                                                                                        | Андрей Гочевар 17 сейвів/ 20 кидків | Голкіпери                                                                    | Стівен Мерфі 31 сейв/ 35 кидків | Арбітр: Мирослав Єбави |
| Ян Урбас 2 (біл.) — 18:33 Рок Тічар 3 — 29:14 Рок Тічар 4 — 51:02 Жига Єглич 2 — 61:40 | 1:0 2:0 2:1 2:2 3:2 3:3 4:1         | 45:20 — Ешлі Тейт 1 (біл.) 45:42 — Марк Гарсайд 1 59:08 — Джонатан Філліпс 2 |                                 | Арбітр: Мирослав Єбави |
| 16 хв.                                                                                 | Вилучення                           | 22 хв.                                                                       |                                 | Арбітр: Мирослав Єбави |
| 35                                                                                     | Кидки                               | 20                                                                           |                                 | Арбітр: Мирослав Єбави |

| 21 квітня 2010 13:00 | Польща | 6 : 0 (3:0, 2:0, 1:0) | Хорватія | Гала-Тіволі, Любляна Глядачів: 356 |

| Протокол | Протокол                                 | Протокол  | Протокол                       | Протокол               |
| --- | ---------------------------------------- | --------- | ------------------------------ | ---------------------- |
| | Кшиштоф Зборовський 11 сейвів/ 11 кидків | Голкіпери | Ваня Белич 58 сейвів/ 64 кидки | Арбітр: Мирослав Єбави |
| Ярослав Жешутко 2 — 03:00 Матеуш Данелюк 1 — 03:57 Міколай Лопуський 1 — 13:03 Гжегож Пасют 1 (біл.) — 31:49 Томаш Малясінський 1 (мен.) — 39:14 Рафал Дутка 1 (біл.) — 59:16 | 1:0 2:0 3:0 4:0 5:0 6:0                  |           |                                | Арбітр: Мирослав Єбави |
| 4 хв. | Вилучення                                | 42 хв.    |                                | Арбітр: Мирослав Єбави |
| 64 | Кидки                                    | 11        |                                | Арбітр: Мирослав Єбави |

| 21 квітня 2010 16:30 | Велика Британія | 0 : 2 (0:0, 0:1, 0:1) | Угорщина | Гала-Тіволі, Любляна Глядачів: 1500 |

| Протокол | Протокол                        | Протокол                                              | Протокол                             | Протокол            |
| -------- | ------------------------------- | ----------------------------------------------------- | ------------------------------------ | ------------------- |
|          | Стівен Мерфі 32 сейви/ 34 кидки | Голкіпери                                             | Зольтан Хетеньї 35 сейвів/ 35 кидків | Арбітр: Вікі Трілар |
|          | 0:1 0:2                         | 30:24 — Даніель Фекете 2 45:43 — Крістіан Пальковіч 1 |                                      | Арбітр: Вікі Трілар |
| 37 хв.   | Вилучення                       | 8 хв.                                                 |                                      | Арбітр: Вікі Трілар |
| 35       | Кидки                           | 34                                                    |                                      | Арбітр: Вікі Трілар |

| 21 квітня 2010 20:00 | Словенія | 8 : 3 (3:0, 2:2, 3:1) | Південна Корея | Гала-Тіволі, Любляна Глядачів: 2800 |

| Протокол | Протокол                                    | Протокол                                                             | Протокол                        | Протокол                    |
| --- | ------------------------------------------- | -------------------------------------------------------------------- | ------------------------------- | --------------------------- |
| | Андрей Гочевар 25 сейвів/ 28 кидків         | Голкіпери                                                            | Пак Сун Дже 26 сейвів/ 34 кидки | Арбітр: Володимир Наливайко |
| Ян Муршак 3 — 04:58 Алеш Краньц 1 — 06:56 Рок Тічар 5 (біл.) — 12:16 Клемен Претнар 1 — 25:04 Мітья Шивич 1 (мен.) — 32:36 Давід Родман 1 — 40:33 Ян Муршак 4 — 46:47 Томаж Разінгар 3 — 54:12 | 1:0 2:0 3:0 3:1 4:1 5:1 5:2 6:2 7:2 8:2 8:3 | 20:22 — Kim Woo Jae 1 34:57 — Park Woo Sang 1 55:09 — Ahn Hyun Min 1 |                                 | Арбітр: Володимир Наливайко |
| 14 хв. | Вилучення                                   | 16 хв.                                                               |                                 | Арбітр: Володимир Наливайко |
| 34 | Кидки                                       | 28                                                                   |                                 | Арбітр: Володимир Наливайко |

| 23 квітня 2010 13:00 | Хорватія | 2 : 5 (1:3, 0:1, 1:1) | Південна Корея | Гала-Тіволі, Любляна Глядачів: 350 |

| Протокол                                           | Протокол                       | Протокол | Протокол                         | Протокол            |
| -------------------------------------------------- | ------------------------------ | --- | -------------------------------- | ------------------- |
|                                                    | Ваня Белич 18 сейвів/ 23 кидки | Голкіпери | Пак Сун Дже 27 сейвів/ 29 кидків | Арбітр: Вікі Трілар |
| Марко Ловренчич 1 — 09:15 Домінік Канает 2 — 58:57 | 0:1 0:2 1:2 1:3 1:4 1:5 2:5    | 00:44 — Song Dong Hwan 3 08:01 — Song Dong Hwan 4 (біл.) 11:05 — Park Woo Sang 2 22:49 — Kim Ki Sung 3 57:26 — Kim Won Jung 1 |                                  | Арбітр: Вікі Трілар |
| 4 хв.                                              | Вилучення                      | 2 хв. |                                  | Арбітр: Вікі Трілар |
| 29                                                 | Кидки                          | 23 |                                  | Арбітр: Вікі Трілар |

| 23 квітня 2010 16:30 | Велика Британія | 1 : 2 (1:0, 0:1, 0:1) | Польща | Гала-Тіволі, Любляна Глядачів: 350 |

| Протокол           | Протокол                       | Протокол                                              | Протокол                                 | Протокол               |
| ------------------ | ------------------------------ | ----------------------------------------------------- | ---------------------------------------- | ---------------------- |
|                    | Стівен Мерфі 41 сейв/ 43 кидки | Голкіпери                                             | Кшиштоф Зборовський 19 сейвів/ 20 кидків | Арбітр: Мирослав Єбави |
| Філ Гілл 2 — 17:13 | 1:0 1:1 1:2                    | 37:57 — Ярослав Жешутко 3 53:43 — Міколай Лопуський 2 |                                          | Арбітр: Мирослав Єбави |
| 8 хв.              | Вилучення                      | 8 хв.                                                 |                                          | Арбітр: Мирослав Єбави |
| 20                 | Кидки                          | 43                                                    |                                          | Арбітр: Мирослав Єбави |

| 23 квітня 2010 20:00 | Угорщина | 1 : 4 (1:1, 0:1, 0:2) | Словенія | Гала-Тіволі, Любляна Глядачів: 4000 |

| Протокол                    | Протокол                            | Протокол                                                                                        | Протокол                            | Протокол                    |
| --------------------------- | ----------------------------------- | ----------------------------------------------------------------------------------------------- | ----------------------------------- | --------------------------- |
|                             | Зольтан Хетеньї 32 сейви/ 36 кидків | Голкіпери                                                                                       | Андрей Гочевар 14 сейвів/ 15 кидків | Арбітр: Володимир Наливайко |
| Мартон Ваш 4 (мен.) — 08:37 | 0:1 1:1 1:2 1:3 1:4                 | 00:50 — Рок Тічар 6 37:42 — Алеш Краньц 2 (біл.) 41:06 — Рок Тічар 7 (біл.) 53:30 — Ян Муршак 5 |                                     | Арбітр: Володимир Наливайко |
| 36 хв.                      | Вилучення                           | 8 хв.                                                                                           |                                     | Арбітр: Володимир Наливайко |
| 15                          | Кидки                               | 36                                                                                              |                                     | Арбітр: Володимир Наливайко |

### Статистика

#### Бомбардири
Список 10 найкращих гравців, сортованих за очками. Список розширений, оскільки деякі гравці набрали рівну кількість очок. До списку включені усі гравці із однаковою кількістю очок.
| Гравець        | І | Г | П | Очк. | +/– | Ш |
| -------------- | - | - | - | ---- | --- | - |
| Жига Єглич     | 5 | 2 | 9 | 11   | +5  | 0 |
| Рок Тічар      | 5 | 7 | 4 | 10   | +4  | 2 |
| Kim Ki Sung    | 5 | 3 | 5 | 8    | +3  | 2 |
| Ян Муршак      | 5 | 5 | 2 | 7    | +4  | 2 |
| Song Dong Hwan | 5 | 4 | 3 | 7    | +5  | 2 |
| Ян Урбас       | 5 | 2 | 5 | 7    | +5  | 6 |
| Балаж Ладаньї  | 5 | 2 | 4 | 6    | +2  | 0 |
| Марсель Родман | 5 | 1 | 5 | 6    | +4  | 6 |
| Мітя Шивич     | 5 | 1 | 5 | 6    | +7  | 6 |
| Мартон Ваш     | 5 | 4 | 1 | 5    | +4  | 0 |
| Kim Woo Jae    | 5 | 1 | 4 | 5    | +2  | 4 |

І = проведено ігор; Г = голи; П = передачі; Очк. = очки; +/− = плюс/мінус; Ш = штрафні хвилини;

#### Найкращі воротарі
Список семи найкращих воротарів, сортованих за відсотком відбитих кидків. У список включені лише ті гравці, які провели щонайменше 40 % хвилин.
| Гравець             | ЧНЛ    | К   | ГП | СП   | %ВК   | ША |
| ------------------- | ------ | --- | -- | ---- | ----- | -- |
| Зольтан Хетеньї     | 280:00 | 131 | 6  | 1.29 | 95.52 | 2  |
| Стівен Мерфі        | 240:20 | 133 | 9  | 2.25 | 93.23 | 0  |
| Кшиштоф Зборовський | 279:54 | 122 | 9  | 1.93 | 92.62 | 1  |
| Андрей Гочевар      | 291:03 | 110 | 10 | 2.06 | 90.91 | 0  |
| Ваня Белич          | 300:00 | 223 | 33 | 6.60 | 85.20 | 0  |

ЧНЛ = часу на льоду (хвилини: секунди); КП = кидки; ГП = голів пропушено; СП = Середня кількість пропущених шайб; %ВК = відбитих кидків (у %); ША = шатаути

### Нагороди

#### Нагороди директорії
Найкращі гравці, обрані дирекцією ІІХФ.
| Найкращий воротар  | Стівен Мерфі (Велика Британія) |
| Найкращий захисник | Андраш Хорват (Угорщина)       |
| Найкращий нападник | Жига Єглич (Словенія)          |

#### Команда усіх зірок
Команда усіх зірок за версією ЗМІ.
- Воротарі:  Зольтан Хетеньї
- Захисники:  Андраш Хорват •  Сабагудін Ковачевич
- Нападники:  Рок Тічар •  Жига Єглич •  Ян Урбас

## Права ІІХФ на трансляцію
| Країна   | ТВ-компанія    |
| -------- | -------------- |
| Австрія  | ORF Sport Plus |
| Угорщина | Sport 1        |
| Польща   | Polsat Sport   |
| Сербія   | Arena Sport    |
| Словенія | RTV Slovenia   |
| Україна  | Спорт-1        |